# ウィリアム・ストートン
ウィリアム・ストートン（英: William Stoughton、1631年 - 1701年7月7日）は、マサチューセッツ湾直轄植民地の判事、管理者。

## 人物
セイラム魔女裁判と呼ばれることになる事件では、まず1692年に予審の特別裁判所で首席判事となり、その後の1693年に最高司法裁判所の首席判事となった。これらの裁判で、霊的証拠（悪魔的なものを見たとされる）を受け入れたために議論を呼んだ。他の判事とは異なり、そのような証拠を受け入れたことが誤りだった可能性を認めることは無かった。
1650年にハーバード・カレッジを卒業した後、イングランドで宗教に関する研究を続け、説教も行っていた。1662年にマサチューセッツに戻り、神職ではなく政治の世界に入る道を選んだ。熟練した政治家として、マサチューセッツが混乱した時代の事実上全ての政府に仕えた。マサチューセッツ湾植民地は1684年に最初の植民地認証を取り消され、1692年に2度目の認証を取得した。1680年代後半はエドマンド・アンドロスの不人気な支配期間があった。ストートンは1692年からその死の1701年まで副総督を務め、そのうち約6年間、総督不在時の代行を務めた。植民地の主要な大土地所有者の1人であり、土地の購入ではジョセフ・ダドリーなど著名人と共同事業を行った。マサチューセッツ州ストートン町はストートンにちなんで名付けられている。

## 初期の経歴
ウィリアム・ストートンは1631年に、イスラエル・ストートンとエリザベス・ナイト・ストートン夫妻の子供として生まれた。ストートンの出生や洗礼の記録は残っていないので、その正確な出生地は不明である。両親がイングランドからマサチューセッツ湾植民地に移民してきた日付も正確には分かっていない。分かっていることは、1632年までにストートン家が植民地に居たことであり、ドーチェスターの初期開拓者だった。
ストートンは1650年にハーバード・カレッジで神学の学位を得て卒業した。ピューリタンの牧師になるつもりでイングランドに移り、オックスフォード大学のニュー・カレッジで研究を続けた。1653年には神学の修士号を得て卒業した。ストートンは敬虔な説教師であり、「偉大な事項に関する主の約束と予測」を信じた。当時のイングランドはピューリタンのイングランド共和国の支配下にあったが、1653年はオリバー・クロムウェルが議会を解散した年であり、護国卿時代が始まっていた。ストートンはサセックスで説教を行い、1660年に国王チャールズ2世が王位に復した後、その後に起きた宗教的異端者に対する弾圧の中で、その職を失った。

## 政治と土地の開発

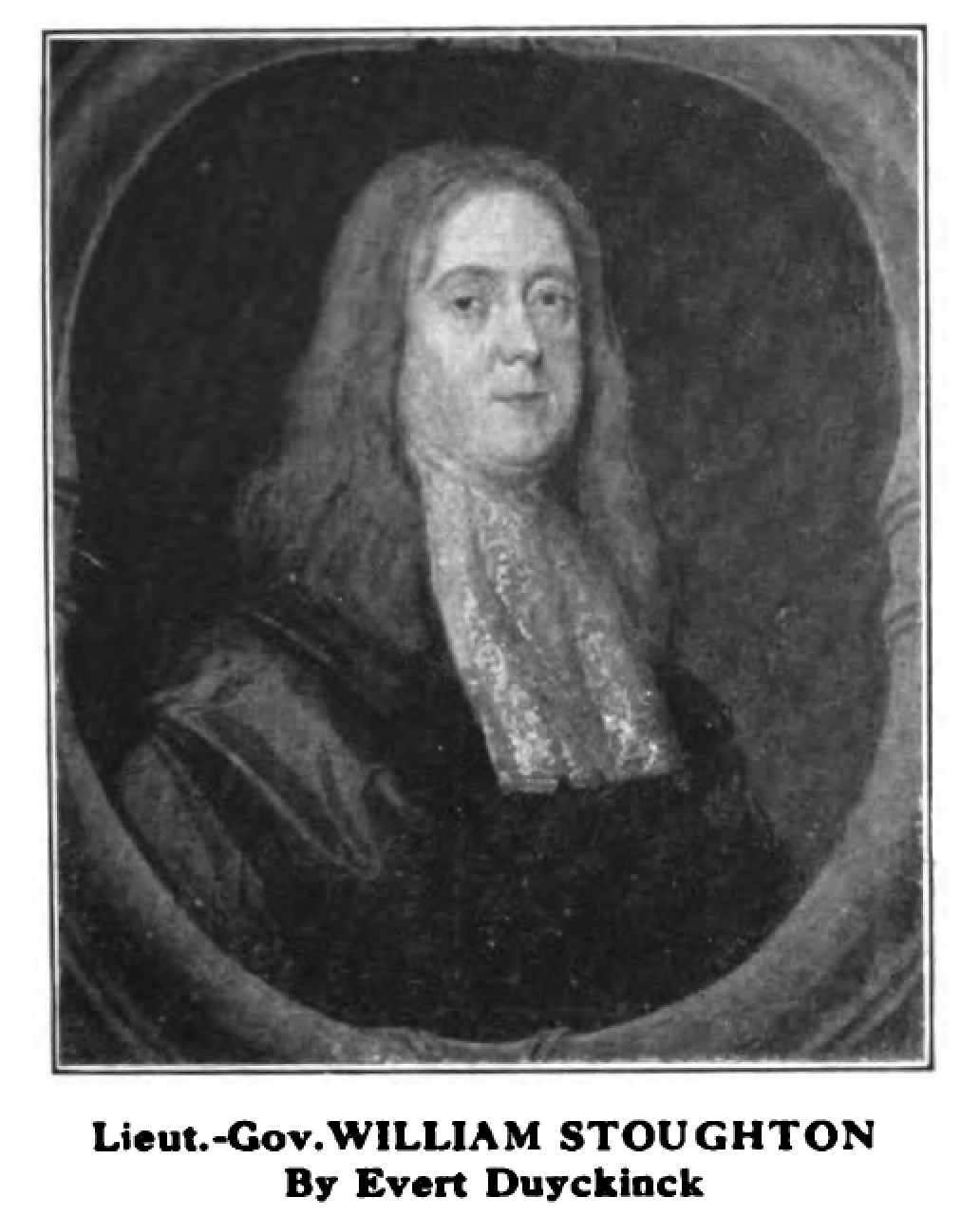
ウィリアム・ストートン、1685年頃、エバーと・ダイキンク画、ボストン図書館蔵

ストートンはイングランドで別の地位を得られる見込みが少なかったので、1662年にマサチューセッツに戻った。ドーチェスターやケンブリッジで何度か説教を行ったが、恒久的な神父の地位の申し出は断った。その代りに政治と土地開発に関わるようになった。1671年から1686年までほぼ毎年、植民地の補佐評議会委員となり（総督評議会の前身）、1673年から1677年および1680年から1686年にはニューイングランド連邦の植民地代表となった。1684年の選挙で、植民地認証の問題について中道的姿勢を示したために、（ストートンやバークリーなどと共に）植民地の敵と呼ばれたジョセフ・ダドリーは、評議員会への再選を果たせなかった。ストートンは辛うじて過半数をとって再選されたが、ダドリーの友人であり事業上の共同経営者だったので、抗議のために就任を拒んだ。

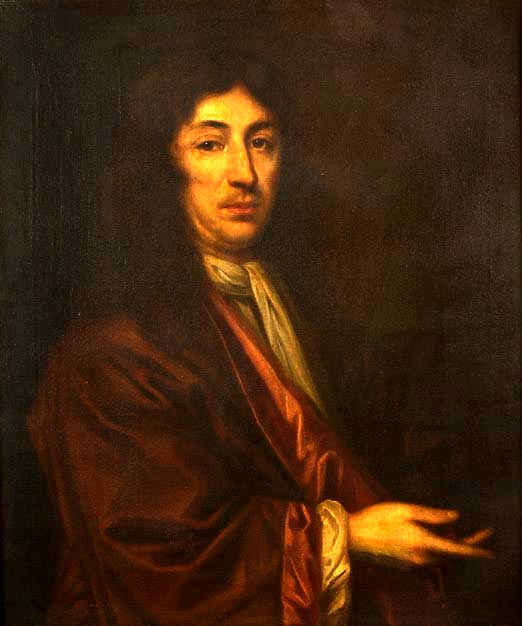
ジョセフ・ダドリー、ストートン友人であり事業上の共同経営者

1676年、ピーター・バークリーと共にイングランドで植民地の利益を代弁する委員に選ばれた。その受けた指示事項は何とか達成することができた。現在のメイン州においてマサチューセッツの主張する土地所有権と対立するフェルディナンド・ゴージズとジョン・メイソンの相続者から、土地の権利を取得することを認められた。この権利を1,200ポンドで取得し、そこを弟のヨーク公ジェームズのためにその権利を取得しようと考えていたチャールズ2世の怒りを買うことになった。彼らは、メインとニューハンプシャー植民地の他の領土に対して、マサチューセッツが行った幅広い権利主張を維持することはできなかった。この限られた権限が、植民地の法を自分たちの政策に合うように改変しようとしていた貿易省を動揺させた。ストートンとバークリーの任務は、その強硬的な姿勢故にロンドンの植民地担当役人に敵意を抱かさせる以上のことはできなかった。
ストートンとジョセフ・ダドリーは長年友人であり、政治でも事業でもパートナーだった。この二人は政治的には密接に協業し、土地開発にも共に携わった。1680年代、ストートンはダドリーと共同で、ニプマク族インディアンから現在のウースター郡でかなりの広さの土地を取得した。この共同事業には、オックスフォードを避難民ユグノーの入植地として設立する事業も含んでいた。ダドリーとストートンはその政治的な地位を使って、興味を抱いた土地に対する権利が法的に問題ないことを確保し、そのやり方が彼らの友人、親戚その他事業上のパートナーにも恩恵を与えた。この手続きに関連して、国王の代理人エドワード・ランドルフが、「国王陛下の権利が関わり、判事もその一党であるときに、土地の権利を裁判に持ち出すのは不可能である。」と記していた。このことは、ストートンとダドリーがメリマック川バレーの土地100万エーカー (4,000 km2) を取得する事業の側にいたときは特に明らかだった。ダドリーの評議会は、ストートンやその他の投資家が評議員になっており、1686年5月に正式の土地の権利問題を明白にした。
1686年、ダドリーがニューイングランド王領の暫定首長に指名されたとき、ストートンはその評議員に指名され、その評議員の互選で副議長に選出された。エドマンド・アンドロスの治世下では、判事と評議員を務めていた。判事としてのストートンは、王領政府に対する税問題での抗議を行ったイプスウィッチ町の指導者に特に厳しくあたった。その抗議は代表権の無い状態でニューイングランド王領が支配するのは、イングランド人の権利を侵しているという主張に基づいていた。アンドロスは、1688年にイングランドで起きた名誉革命によって触発された無血蜂起により、1689年4月に逮捕され、ストートンはその蜂起の首謀者の宣言に署名した一人となった。このとき人民側を支持する声明を出したにも拘わらず、ストートンはアンドロスと親しくしていたために不人気であり、選挙で選ばれる役人にはなれなかった。ストートンは政治的な力を持つマザー家に訴えた。マザー家とはまだ公的的な関係を保っていた。1692年、インクリース・マザーとウィリアム・フィップス卿がロンドンから新しくマサチューセッツ湾直轄植民地の認証状をもって到着し、フィップスには国王による総督の任命書、ストートンには副総督の任命書がもたらされた。

## 副総督と首席判事

### セイラム魔女裁判
フィップスが到着した時、特にセイラムで魔女に関する噂が広まっていた。フィップスは即座に魔女と告発された者達を扱う特別法廷の首長にストートンを指名し、6月には植民地裁判所の首席判事に指名した。ストートンはこの地位を終生保つことになった。悪名高いセイラム魔女裁判で、ストートンは首席判事と検事の双方を務めた。被告のある者については特に厳しく、レベッカ・ナースが無罪と判断されたときは陪審員に再検討するよう言い渡した。その後レベッカは有罪となった。ストートンが霊的証拠の利用を認めたために多くの者が有罪とされた。それは、悪魔とある種の盟約を交わした、あるいは魔女と関わった者には悪魔の姿が形になって表れるという考え方だった。コットン・マザーが、このような証拠は告発をするときに認められると論じたが、判事の中には司法手続きでそれを使うことについて疑問を呈する者がいた。しかしストートンはその受け入れを確信しており、この見解について他の判事に影響を与えた可能性がある。この特別法廷は1692年9月に開廷を止めた。
1692年11月と12月、フィップス総督は植民地の司法体系再編を監督し、イングランドのやり方に合わせるようにした。新しい裁判所で、ストートンはやはり首席判事を務めており、1693年の魔女裁判の扱いを始めたが、フィップスからは霊的証拠を無視するよう特別の指示を受けていた。このために、かなり多くの事件が証拠不足のために無罪となり、フィップスは既になされていた有罪判決の幾つかを無効にした。事態のこの展開にストートンは怒り、抗議のために短期間は判事の職を務めなかった。歴史家のセドリック・カウイングは、ストートンが霊的証拠を受け入れたことは、植民地でピューリタンの権限を再度主張する必要性があると考えたことに一部拠っていると示唆している。同僚のサミュエル・スーワルは後に魔女裁判で法廷にあっての行動を後悔したが、ストートンはそのスーワルとは異なり、霊的証拠に関わるその行動や信念、さらには裁判そのものが誤りだったと認めることは無かった。

### 総督代行
ストートンは魔女裁判に加えて、1869年に起こったウィリアム王戦争に対する植民地の対応を監督することになった。当時は現在のメイン州を含んでいたマサチューセッツは、ヌーベルフランスとの戦争の最前線にあり、北部フロンティアの町がフランスとインディアンからの襲撃でかなりの被害を蒙った。フィップス総督はしばしばメインに行ってそこの防御物建設を監督したので、ストートンはマサチューセッツに残って諸般の事情を監督することになった。そのような総督不在の間に、例えばストートンは、同様に襲撃で破壊されていた隣接するニューハンプシャー植民地を守るための小さな民兵隊立ち上げに責任があった。1694年初期、フィップスが職権乱用という告発に答弁するためにロンドンに呼び戻された。フィップスが出発したのは11月になってからであり、その後はストートンが総督代行となった。フィップスは1695年初期にロンドンで死亡した。まだフィップスに対する告発に対して審問が行われる前のことだった。

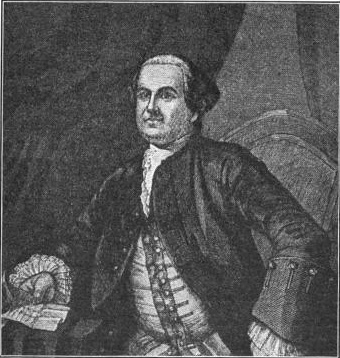
ウィリアム・フィップス卿、1692年から1694年のマサチューセッツ総督

ストートンは自身を急場の世話人と見ており、王室が新しい総督を指名するまで政府を運営した。その結果、植民地議会にかなりの程度で自治権限を与えることになり、その慣習ができると後の総督と議会の関係が複雑になった。植民地の政策を実行するために、比較的活発な手段も採っており、ロンドンからの指示に従うためには最小限のことをしただけだった。植民地の役所の評論家は、ストートンが「良き学者だ」と見たが、「航海法を執行するには適していなかった」とも見ていた。
1695年、ストートンはアカディアからフランスが繰り出す私掠船の行動に抗議した。私掠船はニューイングランドの漁船や商船の船隊に大損害を与えていた。その行動に反撃するために、ベンジャミン・チャーチがアカディアに対する襲撃隊を組織することを認めた。チャーチが遠征のために兵士を募集しているときに、ヌーベルフランスの総督フロンテナック伯爵ルイ・ド・ボードがメインのペマキッドにあったイングランド人砦を標的とする遠征隊を組織した。チャーチがまだ出発していなかった1696年8月に、ペマキッド砦が奪われ破壊されたという報せが入った。ストートンがチャーチに出した指示はある程度曖昧なものであり、チャーチはファンディ湾の奥にあるボーバッサンを襲撃した以外ほとんど何もせずにボストンに戻ってきた。。チャーチが戻って来る前に、ストートンは第2の小さな遠征隊を組織し、セントジョン川沿いのナッシュワーク砦を包囲させたが、不首尾に終わった。これら遠征の失敗により、植民地の武力の不適切さを際立たせることとなり、マサチューセッツ議会はロンドンに救援を要請した。
1697年のレイスウェイク条約でフランスとイングランドの間に和平が戻ったが、北方のアベナキ族インディアンに関わる問題は何も解決しなかった。その結果、フロンティアでは緊張関係が続き、漁場に関して、またニューイングランド人が魚を乾すためにアカディアの土地を使うことに関する議論が続いた。ストートンとアカディアの総督ジョセフ・ロビノー・ド・ビルボンは1698年にこの問題に関する非難や脅迫を応酬した。ビルボンはマサチューセッツの船舶を捕捉し、アカディア領土に残された資産を押収すると脅したが、それを実行するに足る資源を持っていなかったので、大部分は空脅しだった。ストートンはロンドンに外交的援助を要請し、それで幾らか緊張関係を和らげることができた。
ストートンは1699年まで総督代行を続け、一方で首席判事も務めていた。ベロモント伯が総督となった短期間に副総督として残り、ベロモント伯が1700年に去った後には再度総督代行を務めた。しかしその頃には健康を害しており、その最晩年にはほとんど特筆すべきことを残せなかった。

### ハーバードとブラトル通り教会

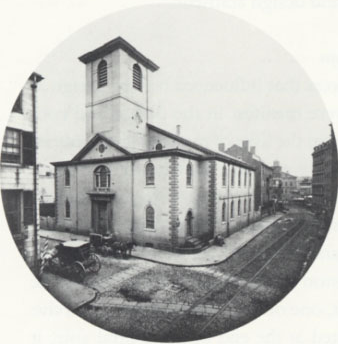
ブラトル通り教会、1859年

ハーバード・カレッジの法人としての存在は、カレッジの認証が依存する植民地認証が1684年に撤回されたことで混乱させられることになった。1692年、植民地議会はこのカレッジに対する新しい認証を与える法を成立させたが、貿易省が1696年にその法に拒否権を発動し、カレッジの存続が再度危うくなった。当時総督代行だったストートンはカレッジの統治に関して暫定的な手配を行い、その間に議会が新しい認証作成に動いた。最終的にハーバードの認証問題は1707年になって解決され、1650年の認証が復活した。
ハーバードの支配人たちの派閥間で宗教と政治の意見が食い違ったことは1690年代に後半に大きく問題にされた。当時ハーバード学長だったインクリース・マザーは神学的に保守であり、多くの支配人が中庸な見解を持っていたのとは対照的であり、この時代にカレッジの運営を巡っての闘争が始まった。この分裂は最終的には1698年のブラトル通り教会設立に繋がり、マザーやその息子であるコットンが提唱する極度のピューリタン慣習のあるものからはっきり距離を置く綱領を採用した。ストートンと植民地における宗教や政治で著名な多くの人物が論争に立ち入って怒りを冷まし、植民地の信教的寛大さにたいする姿勢を強化した。その結果得られた和平によって父のマザーが新しい教会の奉納式に参列することになった。

## 家族と遺産
ストートンは総督代行を務めていた1701年、ドーチェスターの自宅で死んだ。現在ドーチェスター北墓地と呼ばれる墓地に埋葬された。生涯独身であり、その土地の一部と邸宅を姉妹のレベッカの息子であるウィリアム・テイラーに遺贈した。テイラーは2度副総督を務め、また短期間総督代行も務めた。その死の時はストートンの傍に埋葬された。
ストートンが行った説教の中で唯一出版されて残ったのが『ニューイングランドの真の興味』だった。この説教は当初1668年の選挙の時に行われ、1670年に出版された。その中で植民地設立の時の頃を思い出させ、「神は全国民を移して、この荒野に穀物という選択を送り込んだ」が、またマサチューセッツ社会の衰退というものを見て嘆き、在野の者がその年長者である聖職者の判断に従うことを勧めた。
マサチューセッツ州ストートンの町は、ストートンにちなんで名付けられた。ハーバード・ヤードにあるハーバード・カレッジ寮の1つ（ストートン・ホール）も同様である。最初にストートン・ホールが建設されたのは1698年のことであり、ストートンが1,000ポンドを遺贈したことで可能となった。

## 関連図書
- Miller, Perry; Johnson, Thomas Herbert (2001) [1963]. The Puritans: A Sourcebook of Their Writings. Mineola, NY: Courier Dover. ISBN 978-0-486-41601-4. OCLC 248269294 Contains New-Englands True Interest.